# Florian Maurice
Florian Maurice (ur. 20 stycznia 1974 w Sainte-Foy-lès-Lyon) – piłkarz francuski grający na pozycji napastnika.

## Kariera klubowa
Maurice urodził się niedaleko miasta Lyon w regionie Rodan-Alpy. Karierę piłkarską rozpoczął w klubie Olympique Lyonnais i w 1992 roku trafił do kadry pierwszej drużyny, prowadzonej wówczas przez Raymonda Domenecha. 8 sierpnia zadebiutował w Ligue 1 w zremisowanym 0:0 wyjazdowym spotkaniu z Girondins Bordeaux. W swoim pierwszym sezonie zdobył jedną bramkę w lidze, ale już w następnym był podstawowym zawodnikiem zespołu tworząc atak z Liberyjczykiem Jamesem Debbahem. W sezonie 1994/1995 i 1995/1996 dwukrotnie z rzędu był najlepszym strzelcem zespołu z Lyonu i wystąpił z Olympique w finale Pucharu Ligi Francuskiej, wygranym przez FC Metz po serii rzutów karnych. W sezonie 1996/1997 wystąpił tylko w 14 meczach z Lyonu i opuścił połowę sezonu z powodu kontuzji. Sezon ten był ostatnim dla Maurice’a w barwach tego klubu. Strzelił on 44 gole w 126 rozegranych meczach.
Latem 1997 roku Maurice opuścił Lyon i przeszedł do Paris Saint-Germain. W nowym zespole po raz pierwszy wystąpił 9 sierpnia w meczu z LB Châteauroux, wygranym przez Paryżan 2:0. W 50. minucie Maurice zdobył gola na 1:0 dla PSG. W ataku PSG występował wraz z Włochem Marco Simone i strzelił 7 goli. Wraz z PSG wywalczył zarówno Puchar Ligi Francuskiej (po karnych z Bordeaux), jak i Puchar Francji (2:1 z RC Lens). Pobyt Floriana na Parc des Princes trwał jednak tylko jeden sezon.
W 1998 roku Maurice został zawodnikiem odwiecznego rywala PSG, Olympique Marsylia. Tam zadebiutował 8 sierpnia w meczu z FC Nantes, wygranym przez klub z Lazurowego Wybrzeża 2:0. W ataku Olympique grał z Fabrizio Ravanellim i w 1999 roku wywalczył wicemistrzostwo Francji. Wystąpił też w finale Pucharu UEFA, przegranym przez OM 0:3. W sezonie 1998/1999 był najlepszym strzelcem Marsylii, ale już w kolejnych dwóch był tylko rezerwowym i zdobył tylko 9 goli w lidze.
W 2001 roku Florian odszedł z Olympique i trafił do hiszpańskiej Celty Vigo. 9 września zadebiutował w Primera Division w wygranym 2:0 meczu z CD Tenerife, jednak w całym sezonie 2001/2002 rozegrał zaledwie 11 spotkań, w których strzelił 2 gole i latem powrócił do Francji. Przez dwa lata (2002–2004) Maurice był najlepszym strzelcem Bastii (debiut: 3 sierpnia w zremisowanym 1:1 meczu z Lens), dla której zdobył w tym okresie 18 goli. Latem 2004 Florian odszedł do beniaminka Ligue 1, FC Istres. Nie zdobył dla tego klubu gola i jeszcze w trakcie sezonu został piłkarzem drugoligowego LB Châteauroux. Latem 2005 zakończył piłkarską karierę.
| Sezon   | Klub                | Kraj      | Rozgrywki        | Mecze | Bramki |
| ------- | ------------------- | --------- | ---------------- | ----- | ------ |
| 1992/93 | Olympique Lyon      | Francja   | Ligue 1          | 13    | 1      |
| 1993/94 | Olympique Lyon      | Francja   | Ligue 1          | 28    | 7      |
| 1994/95 | Olympique Lyon      | Francja   | Ligue 1          | 34    | 15     |
| 1995/96 | Olympique Lyon      | Francja   | Ligue 1          | 36    | 18     |
| 1996/97 | Olympique Lyon      | Francja   | Ligue 1          | 14    | 3      |
| 1997/98 | Paris Saint-Germain | Francja   | Ligue 1          | 29    | 7      |
| 1998/99 | Olympique Marsylia  | Francja   | Ligue 1          | 32    | 14     |
| 1999/00 | Olympique Marsylia  | Francja   | Ligue 1          | 17    | 8      |
| 2000/01 | Olympique Marsylia  | Francja   | Ligue 1          | 13    | 1      |
| 2001/02 | Celta Vigo          | Hiszpania | Primera División | 11    | 2      |
| 2002/03 | SC Bastia           | Francja   | Ligue 1          | 32    | 10     |
| 2003/04 | SC Bastia           | Francja   | Ligue 1          | 37    | 8      |
| 2004/05 | FC Istres           | Francja   | Ligue 1          | 14    | 0      |
| 2004/05 | LB Châteauroux      | Francja   | Ligue 2          | 10    | 1      |

## Kariera reprezentacyjna
Karierę reprezentacyjną Maurice rozpoczął od występów w reprezentacji Francji U-21. W 1996 roku zajął z nią trzecie miejsce na Mistrzostwach Europy U-21 w Hiszpanii. W pierwszej reprezentacji kraju swój pierwszy mecz Florian zaliczył 31 sierpnia tego samego roku przeciwko Meksykowi (0:0). Swój ostatni mecz w kadrze rozegrał 13 listopada 1999 przeciwko Chorwacji (3:0). W nim zdobył swojego jedynego gola w reprezentacji, w której łącznie wystąpił 6 razy.